# Sirod
Sirod település Franciaországban, Jura megyében. Lakosainak száma 550 fő (2022. január 1.). Sirod Conte, Syam, Bourg-de-Sirod, Lent, Charency, Gillois, Les Chalesmes és Crans községekkel határos.

## Népesség
A település népessége az elmúlt években az alábbi módon változott:
| Lakosok száma | 452  | 574  | 539  | 550  | 582  | 550  | 524  | 517  | 527  | 550  |
|               | 1968 | 1982 | 1990 | 2006 | 2013 | 2015 | 2017 | 2019 | 2020 | 2022 |